# San Antonio de la Mula
San Antonio de la Mula är en ort i Mexiko.   Den ligger i kommunen Noria de Ángeles och delstaten Zacatecas, i den centrala delen av landet, 400 km nordväst om huvudstaden Mexico City. San Antonio de la Mula ligger 2 168 meter över havet och antalet invånare är 465.
Terrängen runt San Antonio de la Mula är platt åt sydost, men åt nordväst är den kuperad. Runt San Antonio de la Mula är det ganska tätbefolkat, med 80 invånare per kvadratkilometer. Närmaste större samhälle är Loreto, 11,8 km sydväst om San Antonio de la Mula. Omgivningarna runt San Antonio de la Mula är i huvudsak ett öppet busklandskap.